# Tsepliàievo-Vtoroie
Tsepliàievo-Vtoroie - Цепляево-Второе (rus) - és un poble de l'óblast de Bélgorod, a Rússia. El 2016 tenia 111 habitants. Pertany al districte (raion) de Xebékino.